# Greg Hough
Greg Hough er en kristen musiker og var, sammen med Bob Hartman, en af grundlæggerne bag den kristne rockgruppe Petra i 1972. Op gennem 70'erne var han og Hartman dem, der skrev teksterne og musikken samtidig med, at de også var forsangere.
Hough forlod bandet i 1979, men fortsatte med at spille kristen musik med grupperne Ransom and Ju'so. Samtidig arbejde han også med den alternative country trio Andrews, Hough, and Dan.
I 2003 var Hough tilbage i rockmusik, da han sammen med et andet forhenværende Petra-medlem, Bill Glover, startede et projekt, som blev kaldt GHD. Efter at have udgivet et album, kom endnu et tidligere Petra-medlem, John DeGroff, med i projektet, der samtidig skiftede navn fra GHD til GHF (God Has Forgiven).
I 2004 kunne publikum opleve en gendannelse af den originale Petra-besætning, da Hough og DeGroff var sammen med Bob Hartman på scenen i Angola, Indiana.
Greg Hough har været doktor i kiropraktik i Fort Wayne, Indiana de sidste 19 år.

## Ekstern henvisning
- GHF (God Has Forgiven) Arkiveret 16. juli 2006 hos  Wayback Machine